# Hans Pauli Olsen
Hans Pauli Olsen (født 24. august 1957 i Tórshavn) er en færøsk billedhugger, som bor i København. 
Han er søn af skibstømrer Esmar Olsen og hustru Ebba f. Joensen. 1985 blev han gift med billedkunstneren Hjørdis Haack. Han er medlem af Akademiets Kunstnersamfund (Billedhuggersektionen), Grønningen, Føroysk Myndlistafolk og Billedkunstnernes Forbund.
Hans Pauli Olsen fik sin kunstneriske uddannelse på Glyptoteket hos maleren R Askou Jensen 1976-78 og på Det Kongelige Danske Kunstakademi hos professorerne Willy Ørskov og Bjørn Nørgaard 1979-87.
Han er mere en skulptør  end en billedhugger. Han hugger ikke sine skulpturer ud af materialer som marmor eller granit, men modellerer dem op mest i ler og former dem som en sum af mange mindre former, indtil formerne danner det billede, han søger. Hans Pauli Olsen benytter ofte klassiske materialer som granit, gips, bronze og har som billedhugger udviklet en speciel figurativ og surreelatisk udtryksform, ved at benytte sig af spejlinger, illusioner og skygger. Han lægger ofte flere betydningslag ind i sine værker og knytter effekter og virkemidler som optiske bedrag i form af skygger og spejlbilleder, eller sætter tyngdekraften ud af kraft og lade figuren stå på hovedet eller ligge vandret på gulvet.  Hans Pauli Olsen har udført en lang række skulpturer i det offentlige rum, både på Færøerne og i Danmark. Han har også udført en række portrætbuster, bl.a. af kongefamilien og af nogle fremtrædende, færøske billedkunstnere. 

## Monumentale udsmykningsopgaver på Færøerne og i Danmark
- 1986 Omaná og undir vatninum, bronze, udenfor Færøernes Kunstmuseum, Tórshavn, Færøerne
- 1987 Skuggin, bronze, Færøernes Kunstmuseum, Tórshavn, Færøerne
- 1989 Figurer, Polyesterarmeret glasfiber, Færøernes Handelsskole, Kambsdalur, Færøerne
- 1989 Tradarmadurin, bronze og sten, Tórshavn, Færøerne
- 1995 Nólsoyarpáll, skulptur, bronze, Tórshavn, Færøerne
- 1996 Øjet, bronze, skulptur, Ådalsparken, Kokkedal
- 1997 Rasmus Fontainen, Vandkunst, Skallerup Klit Feriecenter
- 1998 Ringriderstatuen, bronze/granit, Sønderborg
- 1998 Hjørdis og skyggen, bronze og granit. Ingeniørernes hus, København
- 1998 Havfruen, bronze og granit. Munke Mose ved bredden til Odense Å.
- 2000 Millennium, bronze på granit. Fisketorvet, Slagelse
- 2004 Fría, fríða, skulptur, bronze og granit, Tórshavn, Færøerne
- 2004 Grindedrab, skulptur, jern, står udenfor Norðurlandahúsið, Tórshavn, Færøerne
- 2004 Kvinden på broen, skulptur, bronze, Ro´s Torv, Roskilde
- 2004 Millenium, skulptur, bronze og granit. Slagelse, 2004
- 2005 Idræt, bronze og granit, Tórshavn, Færøerne
- 2006 Sigmundur Brestisson – Hin seinasta ferðin, bronze og granit, Sandvík, Suðuroy, Færøerne
- 2006 Sigmundur Brestisson, bronze og granit, Vesturkirkjan, Tórshavn, Færøerne
- 2006 Svimjigentan (Svømmepigen), bronze og granit, ved Svømmehallen (svimjihøllin), Tórshavn, Færøerne
- 2007 Kirken, bronze og granit, Holstebro
- 2007 Stella Argus, Kvívík, Færøerne
- 2008 Tróndur í Gøtu, bronze og granit, Norðragøta, Færøerne
- 2008 Fípan Fagra, bronze og granit, Klaksvík, Færøerne
- 2014 Kópakonan (Sælkvinden), Mikladalur, Færøerne
- 2014 Skulpturgruppen Værftsarbejderne foran Værftsmuseet i  Helsingør.

## Udstillinger (udvalg)
- 2003 Färöische kunst, Rauchstrasse, Berlin, Tyskland
- 2003 Færøsk kunst, Den frie udstillingsbygning, København
- 2004 Grønningen, Charlottenborg, København
- 2005 Forårsudstillingen, Færøernes Kunstmuseum
- 2006 Kastrupgårdsamlingen, Tre Brødre
- 2016 Hans Pauli Olsen: Portrætbuster,  Det Nationalhistoriske Museum på Frederiksborg Slot

## Billeder
- FR 238: Bevægelse
- FR 239: Spejling. Motiv på færøsk frimærke. Skulpturen står i byparken i Tórshavn udenfor det nationale Kunstmuseum.
- Buste af Ingálvur av Reyni
- Sigmundur Brestisson, 2006 Tórshavn